# II Liceum Ogólnokształcące im. św. Królowej Jadwigi w Siedlcach
Zawartość tej strony może naruszać prawa autorskie.
Tekst źródłowy prawdopodobnie pochodzi z:
https://web.archive.org/web/20070322041824/http://baza.archiwa.gov.pl/sezam/karta.php?arch=62&cd=0&zesp=1179
1. Nie usuwaj tego szablonu. Zostanie on usunięty, jeżeli prawa autorskie tego artykułu zostaną wyjaśnione.
2. Jeżeli potrafisz, napisz artykuł tak, aby nie naruszał praw autorskich.
3. Jeżeli masz prawa autorskie do tej treści lub masz zgodę na publikację zgodną z naszą licencją, prosimy, napisz o tym na stronie dyskusji tego artykułu i na stronie Wikipedia:Lista NPA oraz zastosuj procedurę zamieszczania haseł wcześniej opublikowanych.
4. Artykuł zostanie usunięty, jeżeli status praw autorskich do zawartych w nim treści nie zostanie wyjaśniony.

Powielanie materiałów chronionych prawami autorskimi – bez zezwolenia właściciela tych praw – jest pogwałceniem obowiązującego prawa, jest też sprzeczne z ustaleniami Wikipedii. Osobom, które regularnie wstawiają takie materiały, może zostać odebrane uprawnienie edytowania Wikipedii.
II Liceum Ogólnokształcące im. św. Królowej Jadwigi w Siedlcach – tzw. Królówka, jest jedną z najstarszych szkół w Siedlcach. Mieści się przy ulicy Bolesława Prusa 12. Patronką liceum jest św. królowa Jadwiga.

## Historia
Szkoła powstała w 1904 jako Żeńska Szkoła Handlowa Jadwigi Barszczewskiej w Siedlcach. Jej fundatorem i inicjatorem był Leon Barszczewski, jednakże zamysł wcieliła w życie jego córka, gdyż to ona uzyskała zezwolenie na otwarcie placówki. Było to zadanie niezmiernie trudne, po odmowie wydania koncesji ze strony ministerstwa, zgodę wydała sama cesarzowa.

### Pierwsze lata szkoły
Początkowo szkoła liczyła zaledwie siedem uczennic i trzynastu nauczycieli, jednakże liczba ta stale rosła (w październiku liczba uczennic zwiększyła się do 23, w końcu roku 1905 wynosiła 50, zaś na początku 1906 wzrosła do 120). Jadwiga Barszczewska, mimo iż szkoła nosiła nazwę „handlowej” – była placówką o charakterze zawodowym, od początku planowała kształcenie w zakresie wiedzy ogólnej – zawodowe szkoły handlowe powstawały wówczas ze względów politycznych, by uniezależnić się od zrusyfikowanego Ministerstwa Oświaty i znaleźć się pod zarządem liberalnego Ministerstwa Handlu i Przemysłu. Pozwoliło to na wykładanie większości przedmiotów w języku polskim oraz uniknięcie nadzoru carskich władz oświatowych – szkoła realizowała podwójny program, nauczając nieoficjalnie historii i geografii Polski oraz literatury.

### Wyższa Szkoła Realna
W 1916 szkoła uzyskała status wyższej szkoły realnej, co stało się możliwe dzięki uniezależnieniu wschodniej części kraju od wpływów rosyjskich. Pozwala to wyjaśnić fakt, iż matura „handlówki” (od 1908) uznawana była za pełnowartościową w krajach zachodnich, co było konieczne aby zapewnić absolwentkom szkoły możliwość kontynuowania nauki. Dlatego też Barszczewska dbała o wypełnienie surowych wymagań programowych i organizacyjnych. Szkoła była przedsięwzięciem autorskim pod względem metod nauczania, treści programowych, wychowania i wyposażenia i nie miała sobie podobnej w Królestwie – wprowadzono zajęcia laboratoryjne i warsztaty, ugruntowano reguły szkolne i stworzono odpowiednio wysoki poziom nauczania, utrzymany do dzisiaj. Szkoła posiadała salę gimnastyczną wyposażoną w sprzęt sportowy, pracownię chemiczną, fizyczną i przyrodniczą, wzorem fińskim wprowadzono zajęcia z robót ręcznych: cerowania, szycia i kroju. Prowadzono lekcje rysunku i zajęcia w ogrodzie wydzielonym przez prezydenta miasta w parku miejskim. W szkole pracował lekarz (było to wówczas zupełnym novum), nie stosowano kar cielesnych, stosowano oceny opisowe (nie liczbowe). Przy szkole, również podczas I wojny światowej funkcjonował także internat. W okresie międzywojennym działało tam harcerstwo, koło PCK, hufiec przysposobienia wojskowego kobiet oraz wiele kół naukowych i zainteresowań.

### II wojna światowa
W okresie II wojny szkoła działała do 23 grudnia 1939, kiedy to została zajęta przez Niemców, a budynki zamienione na szpital; w czasie działań wojennych główny budynek szkoły spłonął. Później organizowano tajne komplety w zakresie 3 klas gimnazjalnych i 2 licealnych. Po wyzwoleniu Siedlec 31 lipca 1944 szkole przyznano zastępcze pomieszczenia w kamienicy przy ulicy Sienkiewicza 57, dawnym Żydowskim Domu Dziecka. Gdy władze komunistyczne rozpoczęły organizację szkolnictwa na podległych sobie terenach, „Królówka” pełniła funkcje różnego rodzaju szkół ponadpodstawowych. Wzorowany na radzieckim system polityczny pociągnął za sobą zmiany programu nauczania oraz usunięcie nauczania religii.  W roku szkolnym 1948/1949 Kuratorium Okręgu Szkolnego w Lublinie ustaliło, iż liceum staje się żeńską szkołą stopnia licealnego. W 1959 Kuratorium Okręgu Warszawskiego zaleciło szkole używać nazwy Liceum Ogólnokształcące Żeńskie w Siedlcach – mimo oporu dyrekcji, nauczycieli, rodziców i uczniów pozbawiono szkołę możliwości używania imienia Królowej Jadwigi. W latach 1961/1962 w wyniku rozwiązania Liceum im. Hetmana St.Żółkiewskiego w Siedlcach „Królówka” stała się szkołą koedukacyjną. Od 1 marca 1965 szkoła nosiła nazwę Liceum Ogólnokształcące nr 2 w Siedlcach, a od 25 maja 1966 II Liceum Ogólnokształcące. Staraniem Komitetu Rodzicielskiego pod przewodnictwem Franciszka Wierzejskiego szkoła otrzymuje z dniem 10 maja 1972 roku sztandar – poprzedni sztandar zaginął w czasie wojny. Od 1975 władze oświatowe przywróciły prawo używania przez szkołę im. Królowej Jadwigi (Biblioteka Szkolna używała nieprzerwanie stempla z napisem „Biblioteka Liceum Ogólnokształcącego im. Królowej Jadwigi w Siedlcach”).

### Czasy współczesne
Po upadku komunizmu nastąpił szybki rozwój szkoły. W 1991 utworzono pracownię komputerową, a w 1994 liceum nawiązało współpracę z Fundacją im. Stefana Batorego, dzięki czemu może realizować z uczniami różnorodne projekty, np. „Ekonomia Stosowana” lub „Przedsiębiorczość”. W maju 2001 liceum przybrało imię Świętej Królowej Jadwigi, a niedługo potem otrzymało nowy sztandar. Obecnie szkoła mieści się przy ul. B. Prusa 12, w sąsiedztwie Uniwersytetu Przyrodniczo-Humanistycznego.

## Nazwa
Zmiany w nazwie szkoły:
- 1904–1916 – Żeńska Szkoła Handlowa Jadwigi Barszczewskiej w Siedlcach
- 1916–1919 – Wyższa Szkoła Realna Żeńska Jadwigi Barszczewskiej w Siedlcach
- 1919–1938 – Gimnazjum Państwowe im. Królowej Jadwigi w Siedlcach
- 1938–1948 – III Państwowe Gimnazjum im. Królowej Jadwigi w Siedlcach
- 1948–1959 – Państwowa Szkoła Ogólnokształcąca stopnia licealnego im. Królowej Jadwigi w Siedlcach (W roku organizacji ZMP podjęto próbę nadania Szkole imienia Hanki Sawickiej)
- 1959–1965 – Liceum Ogólnokształcące żeńskie w Siedlcach (W roku 1962 przyłączono do Szkoły młodzież rozwiązanego Liceum im. Hetmana Żółkiewskiego. Rada pedagogiczna wystąpiła z wnioskiem o nadanie Szkole imienia Stefana Żeromskiego)
- 1965–1973 – Liceum Ogólnokształcące nr 2 w Siedlcach
- 1973–1975 – II Liceum Ogólnokształcące w Siedlcach (W roku 1974 Komitet Organizacyjny I Zjazdu Absolwentów i Nauczycieli Gimnazjum i Liceum Królowej Jadwigi i Liceum Ogólnokształcącego w Siedlcach podjął uchwałę przywrócenia Szkole imienia Królowej Jadwigi)
- 1975–2001 – II Liceum Ogólnokształcące im. Królowej Jadwigi w Siedlcach
- 2001–2010 – II Liceum Ogólnokształcące im. św. Królowej Jadwigi w Siedlcach
- 2010–2019 – II Liceum Ogólnokształcące z Oddziałami Dwujęzycznymi im. św. Królowej Jadwigi w Siedlcach
- od 2019 – II Liceum Ogólnokształcące im. św. Królowej Jadwigi w Siedlcach[1]

## Znani absolwenci
- Regina Fleszarowa
- Maria Kamińska
- Ziuta Buczyńska
- Maria Rzeuska
- Zofia Olszakowska-Glazer
- Tamara Zacharuk
- Bogdan Brzyski
- Katarzyna Grzybowska
- Dorota Olko
- Przemysław Maksymiuk

## Dyrektorzy
- 1904–1920 Jadwiga Barszczewska-Michałowska
- 1920–1929 Helena Stefanowicz-Bartoszewiczowa – fizyk
- 1929–1931 Maria Kaczyńska – matematyk
- 1931–1939 Janina Szczerska – polonistka
- 1939–1944 Witold Zaleski
- 1944–1952 Aniela Zawadzka – polonistka
- 1952–1966 Maria Kamińska – przed wojną nauczycielka wychowania fizycznego w „Królówce”
- 1966–1967 Edward Pytlak – chemik
- 1967–1982 Ryszard Wojewódzki – polonista
- 1982–1997 Tadeusz Dudek – matematyk
- 1997–2006 Anna Sochacka – ekonomistka
- 2006–2007 Tadeusz Koczoń – matematyk
- 2007–2010 Jolanta Bieniek
- 2010–2015 Urszula Bałkowiec
- od 2015 Agnieszka Borkowska – nauczycielka wiedzy o społeczeństwie

## Informacje o Szkole
- Szkoła należy do Stowarzyszenia Najstarszych Szkół w Polsce
- Od 2004 r. szkoła posiada certyfikat „Szkoła z klasą”
- Od 2008 r. szkoła posiada Certyfikat Jakości „Szkoła Przedsiębiorczości”
- W roku szkolnym 2006/2007 w szkole uczy się 818 uczniów w 25 oddziałach (klasy I, II i III)